# 秘密の花園

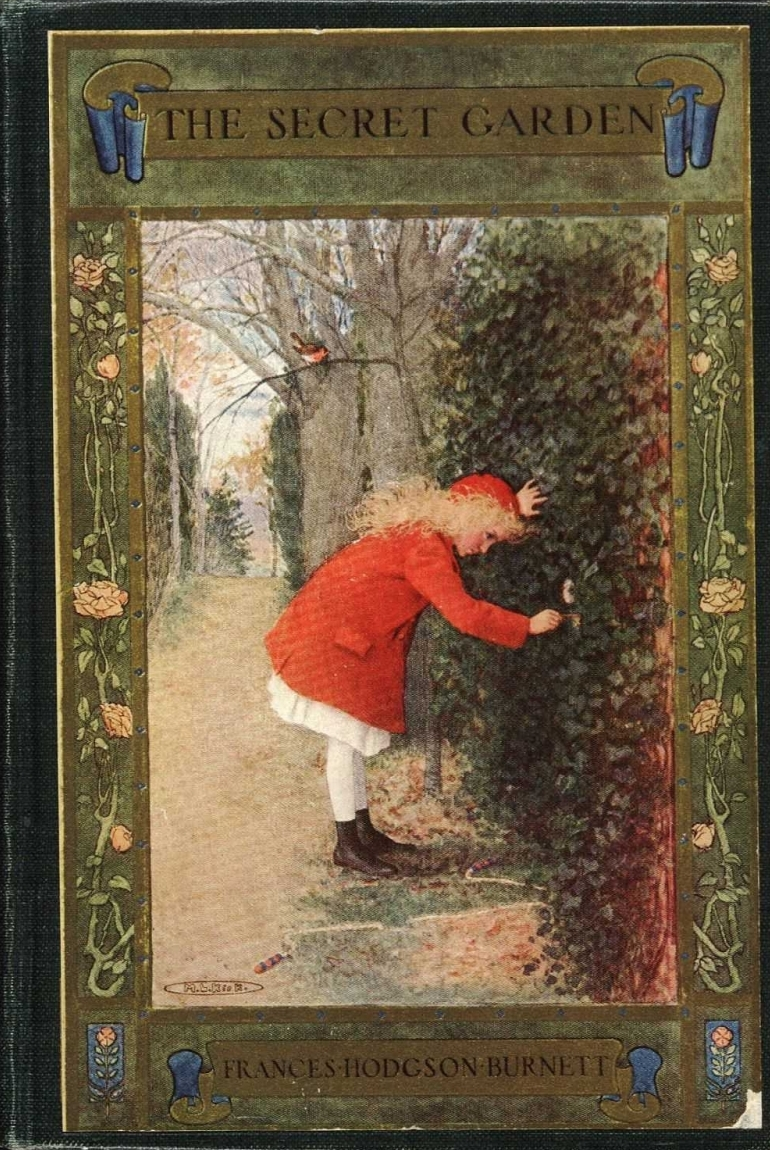
1911年版の表紙

『秘密の花園』（ひみつのはなぞの、The Secret Garden）は1911年に初版が発行された、フランシス・ホジソン・バーネットによる小説。サイドリーダーとして課題にする高校もある。

## あらすじ
イギリス植民地時代のインド。官吏の一人娘メアリー・レノックス (Mary Lennox) は、仕事人間の父と遊び惚ける母に放任され、我儘で気難しく、孤独な少女に育ってしまう。そんなある日、悪性のコレラの流行により両親や使用人たちが急逝、父の同僚に発見されたメアリーは、イギリスのヨークシャーに住む、血の繋がらない（メアリーの父方の伯母の夫）伯父・クレイブンに引き取られる。
伯父の屋敷は荒涼としたムーアの外れにあった。伯父は一年の大半は家を空け、メアリーはここでも使用人以外には相手にされなかったが、庭でコマドリと遊ぶなどするうち、次第にムーアの自然に馴染んでいく。さらに彼女の世話役のマーサ (Martha) やその弟で牧童のディコン (Dickon) とも親しくなり、少々お転婆ながら明朗で行動力のある娘に変わっていく。
ある日、メアリーは屋敷の庭の中で、壁に囲まれた一角を見つける。そこは亡き伯母が生前大切にしていた庭園だったが、彼女の死後伯父の命令により閉じられていた。しかしメアリーはひょんなことから庭園の鍵と入り口を見つけ、早速侵入する。庭園は荒れ放題だったが、そこの植物が実は生きていることに気付いた彼女は花園を蘇らせようと決心、ディコンとともに行動を開始する。同じ頃、彼女はその存在を秘密にされていた自身の従弟（クレイブンの息子）・コリン (Colin) と出会う。彼は生来病弱でベッドからほとんど出たことのない、メアリー同様両親に愛された記憶のない少年だった。
やがて季節は春へ移り、屋敷の周りのムーアにヒースやハリエニシダの花が咲き始める。そしてメアリーと花園を中心に、魔法がかかったような素晴らしい出来事が起こり始める。

## 作品の背景
バーネットが『秘密の花園』を著すにあたってモデルとした庭園が、ケント州のロルヴェンデン近くにあるグレイト・メイサム・ホールの庭園である。1720年代に建てられたグレイト・メイサム・ホールは、1893年の火災によって一部を残して焼失してしまった。バーネットは1898年から1907年の間に火災を免れた一部を賃借し、住居としていた。入居して間もない頃、一羽のコマドリに導かれて、壁に囲まれ荒廃した古い庭を発見したという。バーネットは庭を再生させるため、多くの時間をこの庭で過ごした。

## 近年の訳書
- 猪熊葉子訳、福音館文庫、新版2003年
- 茅野美ど里訳、偕成社文庫 上下、1989年
- 野沢佳織訳、西村書店、新版2006年
- 山内玲子訳、岩波少年文庫 上下、2005年
- 土屋京子訳、光文社古典新訳文庫、2007年
- 畔柳和代訳、新潮文庫、2016年
- 羽田詩津子訳、角川文庫、2019年
- 谷口由美子訳、講談社、2023年
- 脇明子訳、教文館、2024年

## 映像化
本作はバーネットの最もポピュラーな小説と言われ、ステージ化や映画化もされた。
- 1949年、 MGMが映画化した。プロデューサーはクラレンス・ブラウン、監督はフレッド・M・ウィルコックスで、メアリー役はマーガレット・オブライエン、コリン役はディーン・ストックウェル。
- 1975年、BBCが7話からなる作品を放映した。プロデューサーはドロシア・ブルッキングとアンナ・ホーム、脚本はドロシア・ブルッキングで、メアリー役はサラ・ホリス・アンドリュース。
- 1991年から1992年まで、NHKにてテレビアニメ『アニメひみつの花園』が放映される。

- 1993年、アニエスカ・ホランド監督で映画化された。制作総指揮はフランシス・フォード・コッポラ。メアリー役はケイト・メイバリー。

- 2020年、マーク・ミュンデン監督で映画化された。主演はディキシー・エジャリック、コリン・ファースとジュリー・ウォルターズが務めた。

## 舞台化
1989年、マーシャ・ノーマン（脚本・詞）とルーシー・サイモン（音楽）によってミュージカル化された。ブロードウェイ初演は1991年で、この年のトニー賞にもノミネートされ、マーシャ・ノーマンがミュージカル脚本賞を獲得した他、メアリー役のデイジー・イーガンが11歳（当時の史上最年少）でミュージカル助演女優賞を獲得している。
日本では過去にホリプロ主催の影絵ミュージカル等、幾度も舞台化されており、『シークレット・ガーデン』と題して東宝の製作により2018年6月に上演された。